# برنهارد ليمان
برنهارد ليمان (بالألمانية: Bernhard Lehmann)‏ (11 يناير 1948 في ألمانيا - ) هو متزلج جماعي ومنافس ألعاب قوى ولاعب كرة يد ألمانيا الشرقية وألماني (وحمل سابقاً جنسية ألمانيا الشرقية). شارك في زلاجة جماعية في الألعاب الأولمبية الشتوية 1988 – رجلين ‏ وزلاجة جماعية في الألعاب الأولمبية الشتوية 1984 – رجلين ‏ وزلاجة جماعية في الألعاب الأولمبية الشتوية 1976 – 4 رجال ‏ وزلاجة جماعية في الألعاب الأولمبية الشتوية 1984 – 4 رجال ‏.

## وصلات خارجية
- برنهارد ليمان على موقع اللجنة الأولمبية الدولية (الإنجليزية)
- برنهارد ليمان على موقع أوليمبيديا (الإنجليزية)